# Медяник

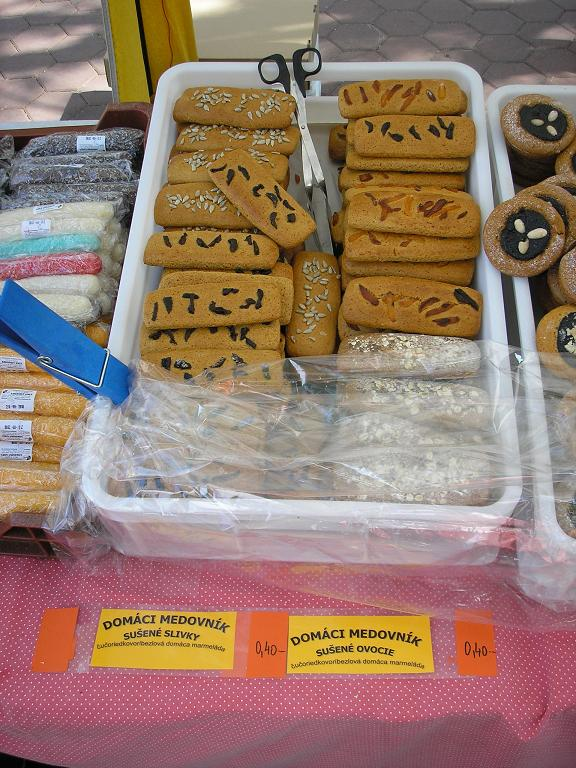
Медяники, Чехія

Медя́ник чи медяни́к — традиційне фігурне українське печиво, різновид пряника чи коржика з доданням меду. Медяники випікали у спеціальних дерев'яних формах з нагоди свят: випечені до дня Св. Миколая називалися «миколайчиками». 
Пряники із заварного медового тіста зберігаються до півроку. Медяники можна розфарбовувати, робити прикраси на торт та ялинку, формувати пряничні будиночки тощо. 
Медяники печуть за 2–3 тижні до свята. За цей час вони тверднуть, стають хрумкими. Щоб пряники стали м’якими, на ніч у ємкість із печивом кладуть скибки яблука, зверху накривають кришкою.  На ранок пряники стануть м’якими і набудуть чудового яблучного аромату.

## Історія
Чудові пряничні вироби з давнини випікали в усіх регіонах нашої країни, називали їх — медяники, медівники, медовики, або маківники. Назва походила від складу тіста, до якого клали багато меду — в пропорції 1:1 із борошном. Таке співвідношення дозволяло зробити тісто таким, щоб на ньому відбивалися всі деталі малюнка дерев’яної форми з узорами. 
В українських  містах і селах жодне свято не обходилося без медових пряників: їх пекли на Різдво Христове, новорічні свята, Благовіщення, в прощену неділю, на Великдень, поминальну суботу.  Медяники дарували іменинникам на день янгола, молодятам на весілля, вітали з пам’ятними подіями в родині.  Пряники зберігали як реліквію.  Чумаки і козаки брали їх у далеку дорогу, адже медяники зберігалися понад рік. 
Кожній урочистості відповідали спеціальні пряники: весільні медяники відігравали символічну роль у поєднанні двох родин, тому на них зображували символи сонця  — парні розетки, їх випікали для обміну між родичами молодого та молодої. Хлопчиків на свято пригощали пряниками з зображенням вершників, козаків, а дівчаток наділяли «панянками». 
В України були поширені також пряники вирізні або силуетні, що вкривали поливою. Ця традиція відома на Полтавщині, найчастіше використовували поливу рожевого кольору.
Також відомий лемківський медяник — етногастрономічний виріб, який випікали як обрядове печиво на Лемківщини в XVI-ХХ ст. Його рецепт був втрачений, але знов відновлений у 2021 році житомирськими митцями та кулінарними активістами .

## Колекція пряничних форм Національного музея українського народного декоративного мистецтва
У Національному музеї українського народного декоративного мистецтва зберігається унікальна колекція дерев'яних  форм для випікання «печатних» пряників XVIII — початку XX століття. У колекції музею зберігається 58 пряничних форм. Ця збірка — надзвичайна рідкість. У музейній колекції є вироби, датовані 1838, 1843 роками, а також початком ХХ століття. Наприклад, на пам’ятці з села Опішні вирізьблено дату — «1901 р.». 
У постійній експозиції представлені твори з різних регіонів України: форма для пряників із Чернігівщини (дарунок Богдана Ханенка), прянична дошка з пташкою (знайдена на Полтавщині), дошки різноманітних форм походять із Київської та Подільської губерній. До наших днів зберігся каталог пряничних форм Полтавського земства, виданий у 1912 році.
У музейній колекції є «іменна»прянична форма з написом «Митрию». Великою популярністю користувалися подарункові пряники (їх ще називали «підносними») з іменами винуватців урочистості або днем, місяцем і роком, у які відбулася пам’ятна подія.
Формування унікальної колекції пряничних дошок розпочав Микола Федотович Біляшівський — директор Київського художньо-промислового та наукового музею імені Государя імператора Миколи Олександровича. У 1903 році відомий колекціонер і меценат Богдан Іванович Ханенко подарував музею перші дев’ять дерев’яних форм для пряників. Біляшівський продовжив  збирання подібних виробів і привозив їх із експедицій особисто.
Дерев’яні форми для медяників нерідко були справжніми витворами мистецтва. Їх виготовленням займалися майстри - справжні віртуози своєї справи -  в монастирях, майстернях, спеціальних «пряничних» закладах. Дерев’яні форми для випікання медяників вважалися найкращим подарунком і їх вішали на стіну оселі як прикрасу.
Працівники музею розробили лекцію «Узори на різьблених формах для пряників XVIII — XXI стст., поширених в Україні».